# Ștefan Radof
Ștefan Radof (n. 1 decembrie 1934, Buftea, România – d. 28 martie 2012, București, România) a fost un actor român, scenarist și autor al mai multor volume de versuri.

## Biografie
A fost fiul lui Ion (Ioan) Radof (născut în Basarabia, în comuna Cot-Chitai, plasa Ismail, județul Cetatea Albă) și al Mariei Radof (născută Nicolae), din comuna Butimanu, plasa Răcari, județul Ilfov.
Școala primară a făcut-o la școala Parohială – catolică “ Sfântul Iosif “ din București apoi a urmat cursul inferior al “Colegiului Național Sfântul Sava“. După reforma învățământului s-a înscris la o școală comercială.
După ce a promovat un examen de diferență, aprobat de Ministerul Învățământului, a urmat și absolvit în 1952 ultimii doi ani ai Școlii Medii de Comerț Exterior Nr. 2, din București, după care a fost repartizat ca funcționar la B.N.R.- Ploiești – filiala Puchenii Moșneni.
Tatăl său a fost un mic negustor în București până în anul 1949 când a fost obligat să-și radieze firma. În 1952, a fost arestat pe stradă de securitate și condamnat politic de Tribunalul Militar  București la doi ani muncă silnică la canal. După eliberare, a devenit muncitor la “Flacăra Roșie”, apoi pensionar până în anul 1990, când a decedat.
La data 3 martie 1953 a fost arestat de Securitate, judecat și condamnat de Tribunalul Militar Teritorial 2 la cinci ani muncă silnică, pentru uneltire împotriva orânduirii de stat. Familia a înaintat recurs, care a fost aprobat ca urmare a Convenției de la Geneva din Mai 1955.
Deși amnistiat, și-a satisfăcut stagiul militar la o unitate de construcții a D.G.S.M. După lăsarea la vatră, în 1958, a încercat să devină student la Institutul de Teatru. După trei săptămâni a fost descoperit dosarul său, iar el exmatriculat.
A lucrat ca manipulator de mărfuri și ambalaje  la O.C.L. Alimentara 23 August în halele Obor, apoi ca funcționar comercial.
În toamna anului 1960 a fost admis la Institutul de Teatru, prin garanția politică a maestrului Radu Beligan - care fusese profesorul său în prima tentativă de admitere - și a rectorului facultății, maestrul Costache Antoniu a cărui clasă a absolvit-o în 1964.
În anul 1962 s-a căsătorit cu Doina Hossu, profesoară de fizică și matematici.
Și-a început cariera artistică la teatrul din Piatra-Neamț, din anul 1965 devenind actor al Teatrului Nottara.
A fost conferențiar la Academia de Teatru și Film (1990-1994) și profesor la Academia de Artă, Universitatea Hyperion (1996 – 2000),
activitate din care s-a retras din cauza degradării învățământului de specialitate.
A fost poet și membru al Uniunii Scriitorilor, din 1991, al UNITER și al Asociației Foștilor Deținuți Politici din România (AFDPR).
Între anii 1993-1995, a moderat la TVR 1 show-ul "De la egal la egal... Amical!" (Producător: Liviu Tudan)

## Actor[5]

#### Teatrul Nottara
- Deus ex machina
- Nemuritorul actor
- Oscar
- Petrecere într-un pian cu coadă
- Platonov
- Titanic vals
- Soțul păcălit (după Molière)

#### Teatrul Național Radiofonic
- Cumpăna dreptății
- Dramă la vânătoare
- Iubind în taină am păstrat tăcere
- Ketty se mărită
- Lina
- Micul infern '
- Nopți fără lună
- Nu muriți din întâmplare
- Pescărușul
- Petrecere într-un pian cu coadă
- Stewardesa
- Tata Minca
- Un roman de dragoste
- Zadarnicele necazuri de iubire

#### Teatrul Național de Televiziune
- Pavilionul cu umbre
- Visul unei nopți de iarnă
- Enigma din testament

### Filmografie
- Ușa (1966)
- Diminețile unui băiat cuminte (1967)
- Prea mic pentru un război atît de mare (1970)
- Adio dragă Nela (1972)
- Bună seara, Domnule Wilde (1973) - Chassuble
- Dincolo de nisipuri (1974) - Magaie
- Livada de vișini (1975)
- Nunta însângerată (1976)
- Oaspeți de seară (1976)
- Pasărea speranței (1976)
- Războiul Independenței (Serial TV) (1977)
- Vlad Țepeș (1979)
- În așteptarea lui Lefty (1979)
- Ultima frontieră a morții (1979)
- Cine iubește și lasă (1982)
- Pădurea de fagi (1987)
- Misiunea (1989) - serial TV
- Balanța (1992)
- Inelul cu briliant (1993)
- Începutul adevărului (Oglinda) (1994) - Iuliu Maniu

## Scenarist
- Enigma din testament (Teatrul Național de Televiziune, după nuvela "Morminte" de Mihail Sadoveanu);
- Inelul cu Briliant – după romanul „Amândoi” de Liviu Rebreanu;
- Crocodilul după Fiodor Dostoievski

## Volume de versuri
Ca poet, a publicat următoarele volume de versuri:
- Casca de foc (Editura  Cartea Românească,1972)
- Iris' (Editura  Cartea Românească, 1976)
- Statui în iarbă (Editura  Cartea Românească, 1983)
- Șoimul în iarnă (Editura  Eminescu, 1994)
- Efectul de seră (Editura  Muzeul Literaturii Române, 2002) [nefuncțională]
- Balade, Doamnelor, balade. (Conține CD), Editura Cartea Românească, 2008, ISBN 973-23-1902-4.

## Premii[3]
- Premiul A.T.M. si al criticii: în 1980, 1982, 1984, 1986;
- Laureat al festivalului de film de la “ Lucarno “ cu filmul Prea mic pentru un razboi atat de mare ;
- Laureat al festivalului de teatru de la Nancy 1969 – Franța,
- Laureat al festivalului de teatru de la Arhus 1970 – Danemarca,
- Laureat al festivalului de teatru de la Guanahato 1978 – Mexic,
- Laureat al festivalului de teatru de la Plovdiv 1999 – Bulgaria

## Distincții
În cadrul unei ceremonii, desfășurate luni, 6 decembrie 2004, la Palatul Cotroceni, Președintele României, Ion Iliescu, a conferit Ordinul Național Steaua României în grad de Cavaler, maestrului Ștefan Radof, în semn de apreciere pentru îndelungata și fructuoasa activitate artistică, pentru dăruirea și talentul puse în slujba artei spectacolului și a teatrului românesc.

## Activitatea politică
În calitate de membru în Partidul Alianța Civică, (PAC), Ștefan Radof a fost ales senator în circumscripția electorală nr. 42 Ilfov pe listele Convenției Democrate Române, data validării: 21 octombrie 1992.  
A făcut parte din Grupul parlamentar de orientare civic-liberală - până în septembrie 1993 și, după această dată, din Grupul parlamentar al Partidului Alianței Civice, precum și din două Comisii permanente: Comisia pentru cultură, artă și mijloace de informare în masă și Comisia pentru administrație publică și organizarea teritoriului.